# Les Trois Mousquetaires (film, 1973)
Pour les articles homonymes, voir Les Trois Mousquetaires (homonymie).
Série
On l'appelait Milady
(1974)
Pour plus de détails, voir Fiche technique et Distribution.
Les Trois Mousquetaires (The Three Musketeers) est un film américain réalisé par Richard Lester et sorti en 1973. 
Adapté de la première partie du roman du même nom d'Alexandre Dumas, il s'agit du premier volet d'un triptyque suivi en 1974 de On l'appelait Milady et du Retour des Mousquetaires en 1989. Bien qu'ayant un ton volontiers humoristique dans certaines parties du récit, le film n'est pas pour autant une parodie du roman de Dumas.

## Synopsis
Arrivant à Paris de sa Gascogne natale, le jeune d'Artagnan parvient à entrer dans le fameux régiment des Mousquetaires du roi Louis XIII. Il se lie d'amitié avec trois d'entre eux : Athos, Porthos et Aramis et deviendront inséparables. Sa logeuse, Constance Bonacieux, dont il est tombé amoureux, est aussi la confidente de la reine Anne d'Autriche. C'est ainsi qu'il sera mêlé à l'intrigue des ferrets que la reine a donnés à son amant, le duc de Buckingham. Déjouant les pièges de Milady de Winter et du comte de Rochefort, les âmes damnées du cardinal de Richelieu, il sauvera l'honneur de la reine.

## Fiche technique
- Titre original : The Three Musketeers
- Titre français : Les Trois Mousquetaires
- Réalisation : Richard Lester
- Scénario : George MacDonald Fraser d’après le roman d’Alexandre Dumas père
- Direction artistique : Brian Eatwell
- Photographie : David Watkin
- Régie et presse : Josiane Nancy Bonnin[1]
- Musique : Michel Legrand et Dave Grusin
- Production : Alexander, Ilya et Michael Salkind (non crédités)
- Société de distribution : UGC / C.F.D.C.
- Durée : 105 minutes
- Pays d'origine :  États-Unis,  Royaume-Uni
- Langue : anglais
- Genre : cape et épée
- Format : Couleurs Technicolor - 35 mm 1,37:1 - son monophonique
- Dates de sortie :
  - France : 11 décembre 1973
  - États-Unis : 28 mars 1974
- Affiche : Michel Landi (France)

## Distribution
- Oliver Reed (VF : René Arrieu) : Athos
- Raquel Welch (VF : Nelly Benedetti) : Constance Bonacieux
- Richard Chamberlain (VF : Dominique Paturel) : Aramis
- Michael York (VF : Bernard Murat) : D'Artagnan
- Frank Finlay (VF : Serge Sauvion) : Porthos / O'Reilly
- Christopher Lee (VF : Jacques Thébault) : le comte de Rochefort
- Geraldine Chaplin (VF : Béatrice Delfe[2]) : la reine Anne d'Autriche
- Jean-Pierre Cassel : le roi Louis XIII
- Faye Dunaway (VF : Perrette Pradier) : Milady de Winter
- Charlton Heston (VF : Jean Davy) : le cardinal de Richelieu
- Spike Milligan (VF : Henri Virlogeux) : M. Bonacieux
- Roy Kinnear (VF : Jacques Marin) : Planchet
- Georges Wilson : M. de Tréville
- Simon Ward (VF : Jean-François Poron) : Le duc de Buckingham
- Joss Ackland (VF : Georges Atlas) : D'Artagnan père
- Ángel del Pozo (VF : Louis Arbessier) : Jussac
- Michael Gothard : John Felton
- Nicole Calfan : Ketty
- Francis De Wolff : le capitaine de marine

## Production

### Tournage
Le film a été tourné en Espagne.

## Autour du film
- Bien que parlant très bien anglais, Jean-Pierre Cassel et Georges Wilson sont doublés en version originale par des acteurs britanniques.
- À l'origine, les producteurs avaient projeté de faire une fresque d'une durée de 3 heures. Mais le tournage s'étant achevé en septembre 1973 pour une sortie prévue en décembre, le délai fut trop court pour la post-production. De ce fait, ils ont décidé de couper la poire en deux et de sortir une première moitié du film puis la seconde six mois plus tard sous le titre On l'appelait Milady. Par conséquent, les cachets des acteurs ont été divisés en deux, une décision que Charlton Heston et Faye Dunaway n'ont pas beaucoup appréciée[3].